# Una tempesta
Una Tempesta (original francès: Une tempête: D'après La Tempête de Shakespeare, adaptation pour un théâtre nègre) és una obra de teatre d'Aimé Césaire de l'any 1969. Es tracta d'una adaptació de La tempesta de William Shakespeare des d'una òptica postcolonial. L'obra va ser representada per primer cop al Festival d'Hammamet a Tunísia, dirigida per Jean-Marie Serreau. Més tard es va estrenar a Avinyó i a París. Césaire hi inclou tots els personatges de la versió de Shakespeare, tot i que especifica en aquest cas que Pròsper és un esclavista blanc, mentre que Ariel és mulat i Caliban és un esclau negre. En aquests personatges se centra una obra que subratlla els temes de la raça, el poder i la descolonització, sobre els quals Césaire havia treballat tant en ficció com en forma d'assaigs i teoria i pràctica polítiques, així com per la situació dels negres als Estats Units.

## Sinopsi
La trama de l'obra segueix de prop l'original de Shakespeare, tot i que en l'adaptació de Césaire es va èmfasi en els habitants originals de l'illa abans de l'arribada de Pròsper i de la seva filla Miranda: Caliban i Ariel. Tots dos esdevenen esclaus a mans de Pròsper, tot i que Caliban havia estat el governant de l'illa anteriorment. Caliban i Ariel reaccionen de forma contraposada a la seva nova situació d'esclavatge, de manera que representen diferents respostes a l'alienació social. Caliban vol iniciar una revolució mentre que Ariel s'inclina per la no-violència, i el primer rebutja el nom que Pròsper i la seva llengua colonitzadora li han imposat. En lloc de Caliban, desitja ser anomenat X. S'oposa dolorosament a la seva esclavitud i es plany de no tenir prou poder per lluitar contra el domini de Pròsper. Ariel, mentrestant, en té prou demanant-li a Pròsper la consideració d'atorgar-li la independència. Al final de l'obra, Pròsper concedeix la llibertat Ariel, però continua controlant l'illa i segueix sent l'amo de Caliban. Aquesta és una diferència notable respecte l'obra de Shakespeare, en la qual Pròsper marxa de l'illa amb la seva filla Miranda i els homes que hi havien atracat per accident al començament.